# José Francisco Serrano Granados
José Francisco Serrano Granados (Huéneja, Granada, Andalucía, España, 10 de febrero de 1974) es un sacerdote católico y teólogo español.

## Biografía
Formación Académica
•	1980-1988: Estudios primarios en el Colegio Público Beato Francisco Serrano de Frías, Huéneja.
•	1988-1992: Seminario Menor Conciliar San Torcuato, Bachillerato en el Instituto Padre Poveda, Guadix.
•	1992-1997: Bachiller en Teología, Facultad de Teología de Granada.
•	1997-1999: Estudios en Teología Pastoral.
•	2010-2012: Licenciatura en Teología Dogmática, Pontificia Universidad Gregoriana, Roma. 
Ordenación Sacerdotal
•	Fecha: 26 de junio de 1999
•	Obispo ordenante: Monseñor Juan García-Santacruz Ortiz
Cargos y Responsabilidades Pastorales
•	Vicario Parroquial: Orce (1999-2000), El Sagrario de Baza (2000-2001).
•	Párroco: Cúllar y Anejos (2001-2003), Santo Ángel de Baza (2003-2010), Sagrado Corazón de Jesús en Guadix (2019-2020), El Sagrario de la Catedral de Guadix (desde 2020).
•	Capellán: Religiosas del Divino Maestro (2003-2010), Hermanitas de los Ancianos Desamparados (2019-2022).
•	Arcipreste: Baza (2003-2010).
•	Pro Vicario General: (2006-2010).
•	Rector del Seminario Conciliar Diocesano San Torcuato: (2012-2022).
•	Vicario General y Moderador de Curia: desde 2015.
Participación en Consejos y Delegaciones Diocesanas
•	Miembro de los Consejos: Presbíteros, Pastoral, Consultores, Asuntos Económicos, Laicos, Educación Católica.
•	Delegado Diocesano: Juventud, Apostolado Seglar, Formación en la Fe, Misiones, Protección de Datos.
•	Presidente y Director: Cáritas Interparroquial de Baza.
Docencia
•	Profesor de Religión y Ética en: IES José de Mora de Baza (2000-2003); IES Gregorio Salvador de Cúllar (2003-2005); IES Pedro Jiménez Montoya de Baza (2006-2007); Colegio Divino Maestro de Baza (2006-2009).
•	Profesor en el Centro de Estudios Teológico-Pastoral «San Torcuato» de Guadix, impartiendo asignaturas sobre Dios Uno y Trino, Eclesiología y Lengua Moderna.